# Angela Hewitt

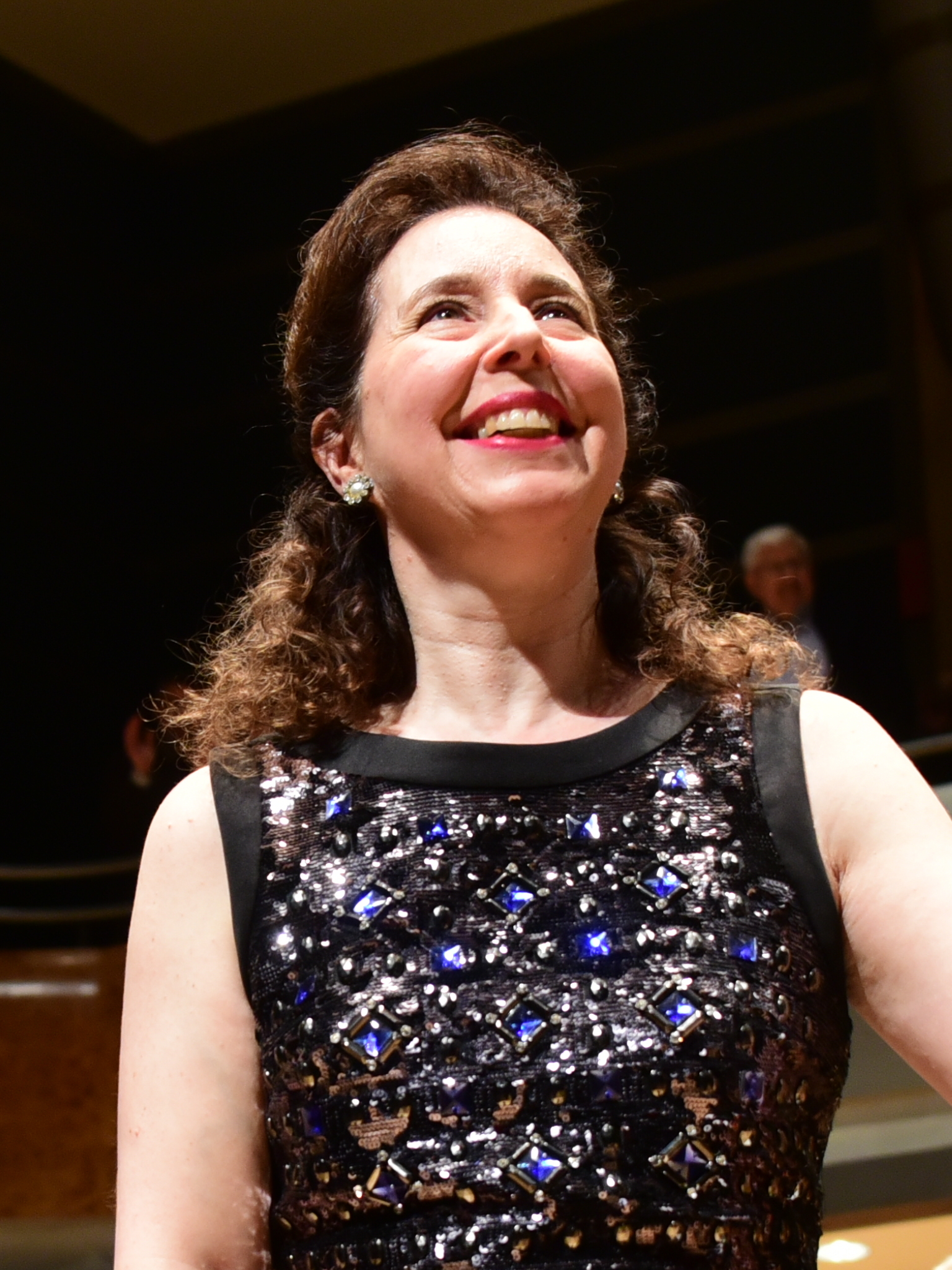
Angela Hewitt, 2017

Angela Hewitt CC OBE (* 26. Juli 1958) ist eine kanadische Pianistin.

## Leben
Angela Hewitt entstammt einer Musikerfamilie, ihr Vater war Domorganist in Ottawa. An der dortigen Universität studierte sie bei dem französischen Pianisten Jean-Paul Sévilla. 1985 gewann sie den Internationalen Bach-Klavierwettbewerb in Toronto. Bereits 1977 hatte sie am Internationalen Robert-Schumann-Wettbewerb für Gesang und Klavier in Zwickau teilgenommen.
Hewitts Repertoire ist breit gefächert. Einen Schwerpunkt bilden die Klavierwerke Johann Sebastian Bachs, die sie beim britischen Plattenlabel Hyperion auf 14 CDs vollständig eingespielt hat. Außerdem liegen derzeit Aufnahmen von Werken von François Couperin, Frédéric Chopin, Enrique Granados, Gabriel Fauré, Maurice Ravel, Olivier Messiaen, Jean-Philippe Rameau, Ludwig van Beethoven, Robert Schumann, Franz Liszt und Emmanuel Chabrier vor.
Auch in Deutschland findet Hewitt inzwischen verstärkt Beachtung beim Publikum und der Kritik: Nach Auftritten beim Schleswig-Holstein Musik Festival und dem Europäischen Musikfestival Stuttgart gab sie im Oktober 2005 ihr Debüt in der Berliner Philharmonie mit dem Deutschen Sinfonie-Orchester Berlin.
Nach längeren Aufenthalten in Paris (1985–1988) und London lebt Hewitt nun hauptsächlich in London. Nebenwohnsitze hat sie in Ottawa und Umbrien (Italien). Dort rief sie im Juli 2005 das Trasimeno Music Festival ins Leben, das rund um den Trasimenischen See vor allem Künstler aus der Region zusammenführt.
Angela Hewitt spielt auf einem F278-Flügel der Marke Fazioli und benutzte ihn 17 Jahre lang bei allen Aufnahmen. Im Februar 2020 ließ eine Transportfirma das Instrument nach Aufnahmen in Berlin fallen. Es wurde dabei nach Einschätzung von Paolo Fazioli irreparabel beschädigt.

## Auszeichnungen
Angela Hewitt erhielt im Laufe ihrer Karriere zahlreiche Auszeichnungen, insbesondere für ihre Interpretationen der Werke von Joh. Seb. Bach. Jüngste Auszeichnung ist die Bach-Medaille der Stadt Leipzig 2020, die ihr am 17. November 2020 im Anschluss an ein gestreamtes Festkonzert des Bachfestes Leipzig mit Johann Sebastian Bachs Goldberg-Variationen in der Leipziger Thomaskirche überreicht wurde. Hewitt ist die erste Frau in der Reihe der Empfänger dieses Preises.